# Kamalapura, Harihar
Kamalapura là một làng thuộc tehsil Harihar, huyện Davanagere, bang Karnataka, Ấn Độ.